# کورادو گوونی
کورادو گوونی (ایتالیایی; ۲۹ اکتبر ۱۸۸۴ – ۲۰ اکتبر ۱۹۶۵) شاعر ایتالیایی بود.
او پس از اولین تجربه به فوتوریسم پیوست که بعد از مدتی از آن جدا شد و نثر و تئاتر را امتحان کرد.

## زندگی‌نامه
گوونی کورادو در تامارا، بخشی از شهرداری کوپارو، در استان فرارا، در خانواده‌ای کشاورز و ثروتمند به دنیا آمد و بدون تکمیل تحصیلات کلاسیک، شروع به کار در تجارت خانوادگی کرد. او در جوانی و در اوایل سال ۱۹۰۳ اولین کار خود را انجام داد و با هزینه شخصی خود در انتشارات لوماچی در فلورانس دو مجموعه اشعار خود را با عنوان ویال‌ها و هارمونی‌ها  منتشر کرد.
آثار گوونی، در طول دوران طولانی ادبی‌اش، ویژگی‌های بسیاری از جریان‌ها و سبک‌های ادبی مختلف را به نمایش می‌گذارند: در حالی که شعرهای اولیه او «سمبولیسم آزادی» را به نمایش می‌گذارند، بعداً در زندگی حرفه‌ای‌اش سبک آنها به سمت کرپوسکولارسیمو و آینده‌گرایی تغییر می‌کند.
در سال ۱۹۴۴ پسرش آلادینو گوونی توسط فاشیست‌های نازی کشته شد. در سال ۱۹۵۰ گوونی برنده جایزه ویارجو برای شعرهایش شد.